# Жаркова Наталія Сергіївна
Ната́лія Сергі́ївна Жарко́ва (нар. 24.01.1989, Харків, УРСР) —  українська плавчиня й фрідайверка, п'ятиразова чемпіонка світу та володарка п'ятьох світових рекордів у дисциплінах постійна вага в ластах (CWTBF) та постійна вага без ластів (CNF). Перша українка і друга жінка у світі, яка пронирнула крізь арку в підводній вертикальній печері «Блакитна діра» (м. Дахаб у Єгипті) на одному вдиху.

## Освіта
Жаркова закінчила Харківський національний університет будівництва й архітектури у 2012 році, здобувши ступінь бакалавра архітектури. Теми дипломів:
- «Джентрифікація вогневої вежі для комплексу фридайвінгу в парку Аугартен, Відень, Австрія» (бакалавр).
- «Спортивно-туристичний комплекс підводних і вітрильних видів спорту на узбережжі Дахаба, Єгипет» (спеціаліст).

Науковий керівник — професор Буряк Олександр Петрович.

## Спортивні досягнення

### Плавання, 1997—2007 роки
Наталія Жаркова почала займатися плаванням у віці семи років. Уже через півроку її прийняли до Школи олімпійського резерву України, де вона провела загалом 10 років.
Під час навчання в Школі олімпійського резерву, Жаркова представляла Україну на різних чемпіонатах Європи з плавання.

### Фридайвінг, 2008— потепер
У 2008 році Наталія Жаркова захопилася фридайвінгом і почала активні тренування.
2009 рік. Перший для Наталії чемпіонат світу з фридайвінгу в Орхусі (Данія). Установила три національні рекорди.
2010 рік. Змагання в Україні, Росії та Латвії. Під час кожного виступу Жаркова встановлювала новий національний рекорд України.
2011 рік. Перші змагання із глибинних занурень: AIDA International World Championship (Каламата, Греція). 6-те місце в дисципліні CNF (постійна вага без ластів), три національні рекорди України.
2012 рік. Уперше взяла участь у Командному чемпіонаті світу з фридайвінгу, який проходив у Ніцці (Франція). Наталія Жаркова представляла Україну разом з Олександром Бубенчиковим і Валентином Кузнєцовим. Жаркова покращила свої попередні національні рекорди і посіла 5-те місце у світовому рейтингу. У чоловічому рейтингу команда посіла 14-те місце серед 30 суперників.

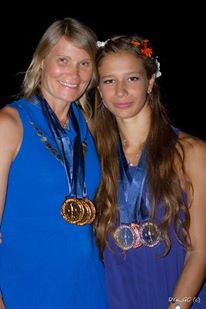
Наталія Молчанова та Наталія Жаркова. Каламата, Греція, 2013.

У 2013 році чемпіонат світу AIDA International проходив у грецькому місті Каламата. Жаркова разом із Наталією Молчановою завоювали медалі у всіх трьох дисциплінах чемпіонату:
- CNF (постійна вага без ластів), 60 м — срібло
- FIM (вільне занурення), 78 м — срібло
- CWTB (постійна вага в ластах), 85 м — бронза

У 2013—2015 роках Жаркова була фіналісткою чемпіонату світу з пірнання в басейні, який проходив у Белграді (Сербія).
У 2015 році в Лімасолі (Кіпр) відбувся міжнародний чемпіонат світу AIDA з глибинного плавання. Жаркова показала такі результати
- FIM (вільне занурення), 70 м — бронза
- CWT (постійна вага з моноластою), 82 м — бронза

У 2017 році Жаркова виграла дві золоті та одну бронзову медалі на чемпіонаті Європи, що проходив у м. Каш (Туреччина). Вона встановила два нових світових рекорди за версією Всесвітньої конфедерації підводної діяльності (CMAS). Усі занурення на цьому чемпіонаті були зняті за допомогою підводного дрона Dive Eye.
- CWT BF (постійна вага в ластах), 85 м: 2 хв 51 с — золото, світовий рекорд[4];
- CNF (постійна вага без ластів), 65 м: 2 хв 41 с — золото, світовий рекорд[5];
- CWT (постійна вага), 85 м: 2 хв 36 с — бронза.

У жовтні 2018 року — Чемпіонат світу в Каші (Туреччина): дві золоті медалі, два світові рекорди (за версією CMAS):
- CWT BF (постійна вага в ластах), 89 м — золото, світовий рекорд[7]
- CNF (постійна вага без ластів), 70 м — золото, світовий рекорд[8]

4 серпня 2019 року виграла золото у дисципліні CWT (занурення з моноластою) на змаганнях Caribbean Cup Freediving Competition, які проходили в Роатані, Гондурас. Жаркова встановила національний рекорд і стала 7-ю жінкою у світі, якій підкорилася глибина 100 м.
За кілька днів вона виграла золоту, дві срібні та бронзову медалі на четвертому чемпіонаті світу CMAS на відкритій воді у Роатані, встановивши один світовий та два національні рекорди:
- CNF – 67 м за 3 хв – срібло;
- CWT – 102 м за 3 хв 20 с – бронза, національний рекорд;
- CWTB – 93 м за 3 хв 20 с – золото, світовий рекорд;
- FIM – 90 м за 3 хв 25 с – срібло, національний рекорд.

Також у 2019 році Жаркова виборола золото у CNF, пірнувши на глибину 66 метрів на чемпіонаті світу AIDA Depth World Freediving Championship у Ніцці.
У 2021 році Жаркова виграла золоту, срібну та бронзову медалі на п'ятому чемпіонаті світу CMAS на відкритій воді у Каші, Туреччина, встановивши два національні рекорди:
- FIM – 91 м – золото, національний рекорд;
- CNF – 67 м – срібло;
- CWTBF – 97 м – бронза, національний рекорд.

У 2021 році на змаганнях AIDA Freediving World CUP у Шарм-ель-Шейху, Єгипет, Жаркова взяла три золоті (CWT, CNF та CWTB) та одну срібну (FIM) медалі.

## Визначні досягнення

### Світові рекорди
За свою кар'єру Жаркова встановила п'ять світових рекордів під егідою CMAS:
| Дата           | Дисципліна | Рекорд | Змагання                                       | Локація          |
| -------------- | ---------- | ------ | ---------------------------------------------- | ---------------- |
| 5 жовтня 2017  | CNF        | 65 м   | Apnea European Championship Outdoor            | Каш, Туреччина   |
| 7 жовтня 2017  | CWTBF      | 85 м   | Apnea European Championship Outdoor            | Каш, Туреччина   |
| 4 жовтня 2018  | CNF        | 70 м   | CMAS 3rd Free Diving World Championship        | Каш, Туреччина   |
| 5 жовтня 2018  | CWTBF      | 89 м   | CMAS 3rd Free Diving World Championship        | Каш, Туреччина   |
| 10 серпня 2019 | CWTBF      | 93 м   | CMAS 4th Freediving Outdoor World Championship | Роатан, Гондурас |

### Особисті рекорди

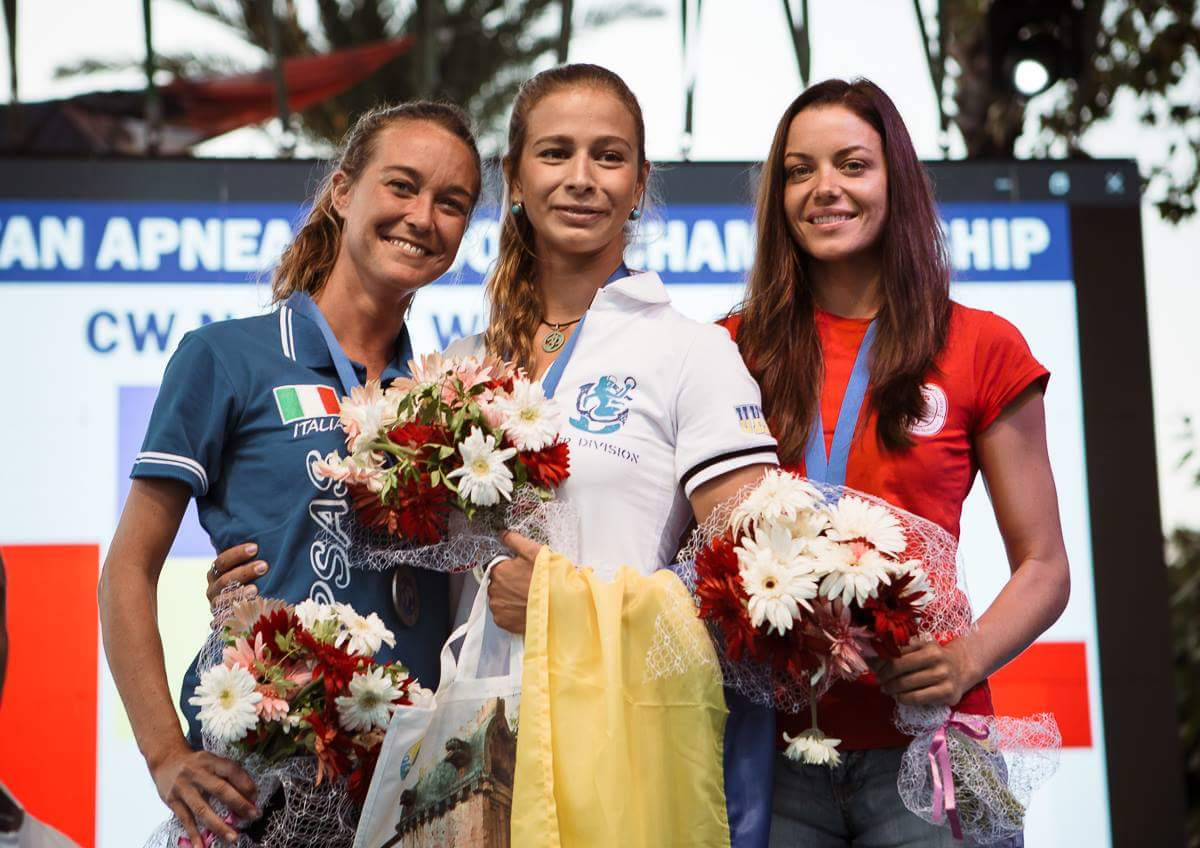
На п'єдесталі: Алессія Цеччіні (Італія), Наталія Жаркова (Україна), Мірела Кардашевич (Хорватія). Каш, Туреччина, 2017.

- DYN (динаміка з ластами) — 172 метри
- DNF (динаміка без ластів) — 132 метри
- FIM (вільне занурення) — 91 метр
- CWT (постійна вага) — 102 метри
- STA (статичне апное) — 6 хвилин 2 секунди
- CWTBF (постійна вага в ластах) — 97 метрів, національний рекорд
- CNF (постійна вага без ластів) — 70 метрів, світовий рекорд CMAS на 2018 рік

### Плавання під аркою Блакитна діра
27 жовтня 2016 року Наталія Жаркова стала першою українкою і другою жінкою у світі (після Наталії Молчанової), яка на одному диханні пропливла підводну вертикальну печеру, відому як Блакитна діра. Жаркова занурилася на глибину 56 метрів і пропливла 30 метрів під аркою.

## Діяльність в цей час
Мастер-інструктор в AIDA International, інструктор (Перше реагування на надзвичайні ситуації — EFR). Голова комітету з фридайвінгу Федерації підводного спорту та підводної діяльності України, член міжнародної комісії з фридайвінгу CMAS. Автор тренувальних програм, тренер у школі фридайвінгу Deep Division (Харків, Україна).